# Lacalm
Lacalm (La Calm en occitan, prononcer "Lacan") est une ancienne commune française du Pays Haut Rouergue (approuvé par arrêté le 11 août 2004), dans le département de l'Aveyron, en région Occitanie, devenue, le 1er janvier 2016, une commune déléguée de la commune nouvelle d'Argences en Aubrac.

## Géographie

### Localisation
Lacalm qui se situe au nord-est du département de l'Aveyron est bordé sur son flanc est par les limites du département du Cantal.

### Communes limitrophes
Les communes limitrophes sont  Alpuech, Cantoin, Jabrun, La Trinitat, Lieutadès et Vitrac-en-Viadène.

### Site
La commune se situe au nord-ouest du plateau de l'Aubrac, au contact de la Viadène, sur les rivières Argence et Lebot. Sa superficie est de 2649 hectares (26,49 km2) à une altitude située entre 981 mètres et 1284 mètres. 

### Transport
- Par voiture : autoroute A75 sortie 28 : Espalion, Saint-Flour, Chaudes-Aigues.
- Par train : SNCF, gare de Saint-Flour ou gare de Rodez.
- Par avion : aéroport de Rodez-Marcillac.

## Toponymie
Le nom du village se prononce Lacan. L'étymologie donnée par l'historien Bosc est la suivante : « ce nom de Lacalm, commun à plusieurs villages du Rouergue, dérive d'un vieux mot celtique qui signifie « haute-plaine ». Le mot Calm était utilisé entre le XVe et le XVIIe siècle pour désigner sur ces hauteurs un certain type de propriété.

## Histoire
Henri Affre relève que l'on prétend que le roi Pépin le Bref, par un diplôme daté de Narbonne l'an 767, établit à Lacalm un conseil municipal composé d'un consul et de six conseillers, auquel il donna la police civile et celle du fort avec le droit de porter robes et chaperons et de régler les différends qui pourraient s'élever entre les habitants et les étrangers au sujet des marchés et pactes de commerce qui auraient lieu dans les foires de cette petite ville. Lacalm est encore un village réputé pour ses foires aux bestiaux, la plus importante étant celle se déroulant tous les 29 août.
Henry Affre, citant Bosc, indique qu’une concession plus authentique est celle qui fut faite à ce bourg, en 1226, par le roi Louis VIII (comprendre Louis VIII de France), qui allant de Toulouse à Montpensier, confirma aux habitants de Lacalm tous leurs privilèges, et leur accorda, en récompense de leurs courses et expéditions militaires, les bois des Galats, Fonrougettes, Lieuternes, Lacazelle et autres terrains, ainsi que l’usage du bois de Guirande pour la construction de leurs édifices. Le bois de Guirande (souvent prononcé ici bois « d’Igrande ») est aujourd’hui un domaine communal, situé à un à deux kilomètres de la sortie du village sur la route de Cantoin, avant l’embranchement qui mène au château de Rochegrès.
On retient de ce château de Rochegrès la présence d’une tête creuse, sculptée dans la pierre et dépassant au-dessus de la porte de la bâtisse principale, qui, selon la tradition orale de l’endroit, servait à éloigner les intrus : éclairée la nuit, elle produisait semble-t-il un effet saisissant. Les habitants de Lacalm résistèrent énergiquement aux Anglais au XIVe siècle, mais leur résistance trouve son épilogue en 1353 date à laquelle le fort est brûlé et remplacé plus tard par une tour. Avec un œil exercé on découvre quelques vestiges des remparts de ce fort près de l’ancien presbytère. 
La commune de Bussières, dans le département du Cantal depuis février 1790, fusionne avec Lacalm en l'an II de la République.

## Politique et administration
Jusqu'en 2015 la localité était rattachée au canton N°33 de Sainte-Geneviève-sur-Argence dans la première circonscription de l'Aveyron dont le député est Yves Censi (UMP) élu au 2e tour avec un score de 50,67 %. Ce canton est intégré depuis au nouveau canton d'Aubrac et Carladez qui regroupe les régions naturelles de l'Aubrac et du Carladès.
Lacalm appartenait à la communauté de communes de l'Argence jusqu'au 1er janvier 2016. Depuis cette date, elle compose avec 6 autres anciennes communes celle d'Argences en Aubrac.
| Période                                  | Période  | Identité         | Étiquette | Qualité |
| ---------------------------------------- | -------- | ---------------- | --------- | ------- |
| janvier 2016                             | En cours | Michel Rouquette |           |         |
| Les données manquantes sont à compléter. |          |                  |           |         |

| Période                                  | Période       | Identité         | Étiquette | Qualité |
| ---------------------------------------- | ------------- | ---------------- | --------- | ------- |
| mars 2008                                | décembre 2015 | Michel Rouquette |           |         |
| Les données manquantes sont à compléter. |               |                  |           |         |

## Démographie
L'évolution du nombre d'habitants est connue à travers les recensements de la population effectués dans la commune depuis 1793. À partir du 1er janvier 2009, les populations légales des communes sont publiées annuellement dans le cadre d'un recensement qui repose désormais sur une collecte d'information annuelle, concernant successivement tous les territoires communaux au cours d'une période de cinq ans. 
Pour les communes de moins de 10 000 habitants, une enquête de recensement portant sur toute la population est réalisée tous les cinq ans, les populations légales des années intermédiaires étant quant à elles estimées par interpolation ou extrapolation. Pour la commune, le premier recensement exhaustif entrant dans le cadre du nouveau dispositif a été réalisé en 2006,.
En 2013, la commune comptait 185 habitants, en évolution de −12,32 % par rapport à 2008 (Aveyron : +0,58 %, France hors Mayotte : +2,49 %).
| 1793 | 1800 | 1806  | 1821  | 1831  | 1836  | 1841  | 1846  | 1851  |
| ---- | ---- | ----- | ----- | ----- | ----- | ----- | ----- | ----- |
| 900  | 792  | 1 301 | 1 327 | 1 498 | 1 463 | 1 426 | 1 395 | 1 359 |

| 1856  | 1861  | 1866  | 1872  | 1876 | 1881 | 1886 | 1891 | 1896 |
| ----- | ----- | ----- | ----- | ---- | ---- | ---- | ---- | ---- |
| 1 219 | 1 013 | 1 023 | 1 078 | 675  | 682  | 708  | 587  | 628  |

| 1901 | 1906 | 1911 | 1921 | 1926 | 1931 | 1936 | 1946 | 1954 |
| ---- | ---- | ---- | ---- | ---- | ---- | ---- | ---- | ---- |
| 605  | 574  | 603  | 542  | 521  | 527  | 502  | 429  | 429  |

| 1962 | 1968 | 1975 | 1982 | 1990 | 1999 | 2006 | 2011 | 2013 |
| ---- | ---- | ---- | ---- | ---- | ---- | ---- | ---- | ---- |
| 424  | 393  | 301  | 274  | 230  | 208  | 204  | 190  | 185  |

### Une tradition d’expatriation
Les hommes et les femmes de cette partie de la France ne regardent pas au travail, ils sont réputés pour leur rudesse et leur courage à l’ouvrage. Dès avant le XIXe siècle et au début du XXe siècle, pour faire face à la pauvreté, beaucoup partent à Paris où ils travaillent souvent comme bougnat. Aujourd’hui encore, beaucoup de cafés-tabacs de la capitale y trouvent leur origine. On compte plus d’habitants, originaires de ce village, vivant à Paris ou ailleurs dans le monde que la population y habitant toute l’année. Toutefois, chacun garde pour ses racines un attachement sans faille, même si le monde moderne ne laisse pas toujours le temps d’y revenir aussi souvent qu’on le voudrait.

## Économie
Elle est en grande partie fondée sur l’élevage avec quelques grandes fermes de plus de cent têtes de bétail.

Le nombre de commerces a beaucoup diminué depuis une cinquantaine d’années, époque où l’on trouvait plus de dix cafés et deux boulangeries cuisant le pain, alors qu’aujourd’hui ne subsiste qu’une épicerie faisant dépôt de pain ainsi que deux cafés où l'on peut aussi se restaurer. On notera toutefois la présence de la boucherie Conquet, dont l’origine est ici, et qui est aussi implantée avec une fabrique et une boutique à Laguiole
Les nombreux cafés et hôtels du passé étaient économiquement rentables surtout grâce aux foires organisées tous les mois et qui attiraient tout un monde de maquignons, bien sûr, mais qui étaient aussi des occasions pour tous les habitants des villages voisins et des fermes isolées de venir faire quelques achats auprès des forains qui tenaient boutique sur tous les emplacements disponibles.

## Culture locale et patrimoine

### Lieux et monuments
- L’Église Sainte-Foy (aussi appelée Sainte-Foi) comporte deux parties distinctes, l’église proprement dite qui est de style roman, avec une abside à plein-cintre et le clocher carré sans style particulier. Une explication plausible serait que la tour principale du fort de Lacalm a peut-être été déplacée pour servir à la fois de tour de guet et de clocher, sans attirer l’attention des Anglais par la présence d’un ouvrage militaire. Caractéristique du style roman, l'église contient un arc massif reposant sur deux colonnes à plein-cintre à chapiteaux historiés représentant des combattants portant un bouclier ovale qui situerait sa construction autour du XIe siècle.
- Elle renferme de remarquables boiseries sculptées de Pierre Laclau qui font l'objet d'un classement aux Monuments historiques depuis le 19 octobre 1959.
- On note aussi un splendide chemin de croix en émaux et les armes du clairon Rolland.
- On visitera aussi les deux lavoirs, réalisés selon l’architecture traditionnelle de l’endroit, c'est-à-dire en pierre de taille granitique et avec un toit pentu couvert de lauzes grises.

### Personnalités liées à la commune
- Lacalm est la patrie du clairon Rolland (Guillaume Rolland), héros de la bataille de Sidi-Brahim en 1845. Lors de cette bataille il fit preuve d’héroïsme car, alors que l’ennemi qui l’avait capturé lui demandait de sonner la retraite pour affaiblir le moral des siens, il sonna la charge. Outre ses armes, conservées, dans la chapelle (le musée du clairon Rolland) une statue lui est érigée à la sortie du village, en face du cimetière, sur la route de Chaudes-Aigues. Ce buste est l’œuvre du sculpteur Eugène-René Arsal[5].
- Jean Alazard (1887-1960), historien de l'art, né à Lacalm.

## Pour approfondir